# Derrick (serie de televisión)
Derrick es una serie de televisión alemana del género policial y producida entre 1974 a 1998, protagonizada por Horst Tappert como el Inspector jefe de policía (Kriminaloberinspektor) Stephan Derrick, y Fritz Wepper como el Sargento Detective (Kriminalhauptmeister) Harry Klein, su leal asistente. Resuelven casos de asesinato en Múnich y alrededores (con un total de tres casos sin resolver). Fue producida por Telenova Film und Fernsehproduktion en asociación con ZDF, ORF y SRG.
Derrick es considerado uno de los programas de televisión más exitosos en la historia de la televisión alemana, también fue un gran éxito internacional y la serie se vendió en más de 100 países. El 2 de mayo de 2013, ZDF anunció que ya no seguiría con las retransmisiones del programa, después de que se supo que Tappert no había sido honesto al hablar de su servicio en el Waffen-SS durante la Segunda Guerra Mundial.

## Historia
Los 281 episodios de 60 minutos fueron escritos por el veterano guionista Herbert Reinecker y producidos por Helmut Ringelmann. En general, los nuevos episodios de Derrick fueron transmitidos el viernes a las 20:15 de la noche. La serie recibió una enorme popularidad y se emitió en más de 100 países de todo el mundo.
La suspensión de la serie en octubre de 1998 se produjo cuando Horst Tappert había alcanzado el límite de edad que se había establecido.[cita requerida] Horst Tappert es el único actor alemán que ha tenido clubes de fanes en el extranjero, incluyendo Holanda y Francia.
En Francia, Derrick es conocido como Inspecteur Derrick. En Italia, se llama L' ispettore Derrick. En chino, se conoce como Dé li kè.

## Evolución del concepto
La serie dio un giro notable hacia el drama psicológico a medida que avanzaba el tiempo y Derrick se acercaba a la edad de jubilación. Actuando por presentimiento, Derrick ignoraría a un número de posibles sospechosos desde el principio y, en lugar de hacer el trabajo de campo que a menudo se muestra en las películas policiales, seguiría al sospechoso principal hasta sus lugares favoritos e involucrarlo en largas conversaciones, afirmando que tenía que conocerlos mejor. Hacia el final del programa, el asesino, ahora asqueado por lo que había hecho, estaría dispuesto a confesar su crimen sin que Derrick tuviera que presentar más pruebas. Generalmente, hay poca violencia o derramamiento de sangre y no hay tiroteo al final.

### Episodio final
Esta filosofía también se mantuvo fiel al último episodio, "Das Abschiedsgeschenk" ("El regalo de despedida"). En un principio, Derrick iba a morir a manos de uno de los criminales que había encarcelado cuando estaba a punto de asumir un nuevo cargo como jefe de Europol. Pero el violento final fue finalmente desechado; mientras hay un tiroteo, nadie es asesinado, y Derrick continúa hacia la oscura ciudad y hacia una nueva vida.

## Derrick y Klein
Al comienzo de la serie, Derrick ha sido ascendido recientemente de Hauptinspektor a Oberinspektor. La relación personal entre Derrick y su asistente, Klein, se caracteriza por la molestia a menudo de Derrick sobre Klein, que se expresa en forma de comentarios sarcásticos hasta el punto de voltear los ojos y agitar la cabeza sobre su compañero delante de los testigos y en público. La razón de esta actitud sigue siendo incierta, ya que Klein rara vez comete errores, pero Derrick parece que lo ataca con bastante regularidad. Klein, por otro lado, nunca responde y tampoco da la menor apariencia de ofenderse ante este bajo nivel de intimidación. A pesar de muchos incidentes menores, los dos trabajan muy profesionalmente y orgánicamente como un equipo, sin embargo, con Derrick siempre como el compañero principal. Este comportamiento de Derrick se vuelve menos notorio a medida que las temporadas avanzan.
Derrick apenas tiene vida privada; una novia sólo aparece en dos episodios. En un episodio Derrick dice: "No, ya no estoy casado"; Klein, por otro lado, parece no tener vida privada. Sin embargo, como inspector más joven, parece que le encanta recibir declaraciones de chicas jóvenes y guapas. En ese sentido y también en la forma en que lleva el caso, Derrick se parece al teniente Columbo. Sin embargo, como Umberto Eco ha señalado, Columbo es el obediente y aparentemente indefenso sirviente de una comunidad de ricos y poderosos californianos mientras que Derrick, elegantemente vestido e impecablemente comportado, siempre se muestra en control y superior incluso a la gente rica que está rastreando.[cita requerida]
Al igual que una serie de televisión anterior, Der Kommissar (también escrita por Reinecker), Derrick presenta a muchos actores y actrices alemanes y austriacos destacados, entre ellos Luitgard Im, Armin Mueller-Stahl, Lilli Palmer, Heinz Bennent, Klaus Maria Brandauer, Horst Buchholz, Traugott Buhre, Cornelia Froboess, Johanna von Koczian, Uschi Glas, Karlheinz Hackl, Michael Heltau, Harald Juhnke, Curd Jürgens, Gudrun Landgrebe, Inge Meysel y Gusti Wolf. Muchos aparecen repetidamente en diferentes roles a lo largo de varias de las temporadas.
Como una de las primeras series occidentales de televisión emitidas en la pantallas chinas después de que el país abriera sus puertas al mundo exterior en la década de 1980, la serie (como "Detective Derek" - 《探长德里克》) fue muy popular en China. Al parecer, también se utilizó para enseñar a los agentes de policía e inspectores el procedimiento adecuado de localización y resolución de casos penales.[cita requerida]

### "Harry, hol schon mal den Wagen"
La famosa frase "Harry, hol schon mal den Wagen" ("Harry, trae el auto"; implicando "hemos terminado aquí") fue atribuido a Derrick y se convirtió en parte de la cultura popular en Alemania y China como frases pegadizas. En realidad, esta frase nunca se pronunció en ninguno de los 281 episodios; sin embargo, en el segundo episodio de la serie,"Johanna" (que se estrenó el 3 de noviembre de 1974), Derrick ordena a Klein "Harry! Wir brauchen den Wagen sofort!" ("¡Harry! ¡Necesitamos el auto inmediatamente!"). Exactamente la misma frase fue usada por Erik Ode en la anterior serie de televisión Der Kommissar, donde Fritz Wepper ya interpretaba al personaje llamado Harry Klein, luego asistente de un inspector de policía diferente (interpretado por Ode).
Se desconoce cómo se atribuyó exactamente esta frase a Derrick, pero una teoría es que desde que Der Kommissar y Derrick fueron ambos creados y escritos por el guionista Herbert Reinecker, algún crítico de televisión puede haberla atribuido equivocadamente a la de la serie de Reinecker, después de lo cual entró en la cultura popular alemana como una frase pegadiza para Derrick. Sin embargo, Horst Tappert sí dijo esta frase como personaje ya que Stephan Derrick fue actor de voz de su propio personaje animado en la película Derrick - die Pflicht ruft (Derrick - El deber llama). Esta película de animación arrojó cierta luz satírica sobre el siempre serio y sombrío mundo de la serie original, burlándose de los numerosos clichés atribuidos a la serie, incluyendo la supuesta envidia de Harry por Derrick, siempre en el punto de mira, mientras que él, asistente durante 25 años, siempre tuvo que permanecer detrás de su jefe.

## Popularidad internacional
- La serie se presentó en SBS en Australia durante muchos años.
- La versión doblada china se difundió ampliamente en muchos canales de televisión provinciales de China en los años ochenta y noventa y la serie se convirtió en un éxito rotundo.[5]
- En Noruega, Derrick ha sido mostrado a lo largo de la historia del programa por la emisora estatal NRK. Las repeticiones han sido mostradas desde 2009 y todavía están en curso en 2016.
- En Francia, la serie se ha emitido en las tardes por France 3 y estuvo en curso hasta mayo de 2013.
- En Sudáfrica, fue doblado en afrikáans,[6] con la banda sonora alemana original retransmitida por la radio.[7]
- En Irán, una versión persa doblada de la serie sigue en curso en 2014 en la cadena de televisión Tamasha.
- En la India, una versión inglesa doblada de la serie se emitió en una estación de televisión estatal llamada Doordarshan durante la década de 1980.
- En Italia, una versión doblada italiana de la serie todavía se está vigente en 2015 en la estación de televisión TV2000.
- En Kenia, una versión doblada en inglés de la serie se presentó en una corporación estatal llamada Kenya Broadcasting Corporation durante la década de 1980 a 1990.[8]
- En Uganda, una versión doblada en inglés apareció en la televisión estatal, UTV, durante la mayor parte de los años 80 y 90 junto a otras populares series alemanas como Tele-match y el programa de comedia de Didi, propiedad de Transtel Cologne.